# John Quinn (Badminton)
John Quinn (* 8. Dezember 1971) ist ein englischer Badmintonspieler. 

## Karriere
John Quinn gewann 1993 die Czech International und 1994 die Wimbledon Open. 1994 wurde er auch Studentenweltmeister. 1995 war er erneut bei den Wimbledon Open erfolgreich.

## Sportliche Erfolge
| Saison | Veranstaltung                             | Disziplin    | Platz | Name                           |
| ------ | ----------------------------------------- | ------------ | ----- | ------------------------------ |
| 1989   | Junioren-Europameisterschaft              | Herrendoppel | 3     | John Quinn / Neil Cottrill     |
| 1989   | England: Einzelmeisterschaft der Junioren | Herrendoppel | 1     | Neil Cottrill / John Quinn     |
| 1992   | Weltmeisterschaften der Studenten         | Herrendoppel | 2     | John Quinn / Neil Cottrill     |
| 1992   | Weltmeisterschaften der Studenten         | Mixed        | 3     | John Quinn / Joanne Wright     |
| 1993   | Czech International                       | Mixed        | 1     | John Quinn / Nichola Beck      |
| 1993   | Czech International                       | Herrendoppel | 1     | Neil Cottrill / John Quinn     |
| 1994   | Wimbledon Open                            | Mixed        | 1     | John Quinn / Joanne Muggeridge |
| 1994   | Weltmeisterschaften der Studenten         | Mixed        | 2     | John Quinn / Nichola Beck      |
| 1994   | Weltmeisterschaften der Studenten         | Herrendoppel | 1     | John Quinn / Neil Cottrill     |
| 1995   | Wimbledon Open                            | Herrendoppel | 1     | John Quinn / Chris Hunt        |